# Ralitsa Ivanova
Ralitsa Ivanova –en búlgaro, Ралица Иванова– (16 de marzo de 1989) es una deportista búlgara que compitió en lucha libre. Ganó una medalla de bronce en el Campeonato Europeo de Lucha de 2009, en la categoría de 67 kg.

## Palmarés internacional
| Campeonato Europeo | Campeonato Europeo | Campeonato Europeo | Campeonato Europeo |
| Año                | Lugar              | Medalla            | Categoría          |
| ------------------ | ------------------ | ------------------ | ------------------ |
| 2009               | Vilna (Lituania)   | Medalla de bronce  | 67 kg              |